# 东佳木斯站
东佳木斯站位于黑龙江省佳木斯市东风区佳南街道双合屯，是图佳铁路、佳富铁路上的铁路车站。车站由中国铁路哈尔滨局集团佳木斯站管辖的区段编组站，办理佳木斯铁路枢纽的编组及货运业务。车站规模为横列式一级二场，其中到发线12条（含3条正线），编组线12条。此外车站衔接货物线5条、段管线8条、专用线22条。车站东侧建有佳木斯铁路物流基地。
车站随图佳铁路建于1936年2月，年底建成通车，站内设2条到发线。1984年4月，铁道部修建勃北联络并重建东佳木斯站站场，以解决七台河煤炭外运问题。1986年8月，车站由佳木斯车务段划归为佳木斯站管辖，等级为四等站。1988年9月为缓解佳木斯站的到发压力，东佳木斯站场再次进行改造，到发线增至8条，同时新建了二楼行车室。
随着哈佳铁路建设，车站计划承接佳木斯站的货运及编组作业，为此车站于2015年春运后开始改造工程，新建一级二场编组站，于2016年6月投入使用。未来佳同铁路扩能改造工程计划新建上行到发场，车站规模扩建至一级三场。